# Кросс-Барри

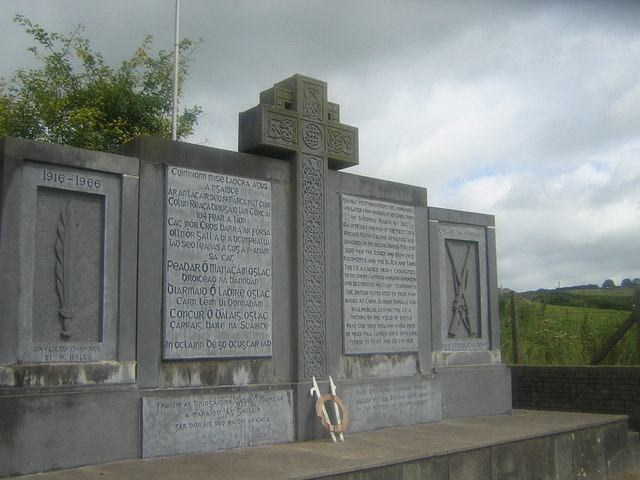
Памятник в Кросс-Барри

Кросс-Барри (англ. Crossbarry; ирл. Crois an Bharraigh) — деревня в Ирландии, находится в графстве Корк (провинция Манстер).